# 蒙特斯大镇
蒙特斯大镇，是西班牙卡斯蒂利亚-莱昂布尔戈斯省的一个市镇。总面积41平方公里，总人口243人（2001年），人口密度6人/平方公里。